# 八家乡
八家乡，是中华人民共和国河北省承德市承德县下辖的一个乡镇级行政单位。

## 行政区划
八家乡下辖以下地区：
八家村、彭杖子村、南杖子村、庙梁村、于杖子村、东窝铺村、桑园村、桲椤台村和深水河村。